# 愛媛県立内子高等学校小田分校
愛媛県立内子高等学校小田分校（えひめけんりつうちここうとうがっこうおだぶんこう）は、愛媛県喜多郡内子町にある高等学校。

## 沿革
- 1948年 - 愛媛県立小田高等学校を創立。定時制普通科・家庭科設置。
- 1949年 - 農業科設置。
- 1951年 - 家庭科廃止。
- 1952年 - 農業科募集停止。家庭技芸コース設置。
- 1959年 - 全日制課程に切り替え。定時制募集停止。
- 2020年 - 分校化して愛媛県立内子高等学校小田分校となる。

## 設置学科
- 全日制
  - 普通科

## 特徴
- のどかな山間の町にある学校で、全盛期の頃には定員を大きく上回る受験生が本校を受験した時代もあったが、現在は過疎化の影響もあり生徒数も減少傾向にある。
- 野球部が比較的活発に活動しており、2003年夏の県大会はベスト8に進出した。
- 学校には寮を設置し、遠方等、自宅通学困難な生徒を受け入れる体制が整っており、2019年度より全国募集を実施している。

## 出身者
- 冨永昌敬 - 映画監督